# John Robert Cozens

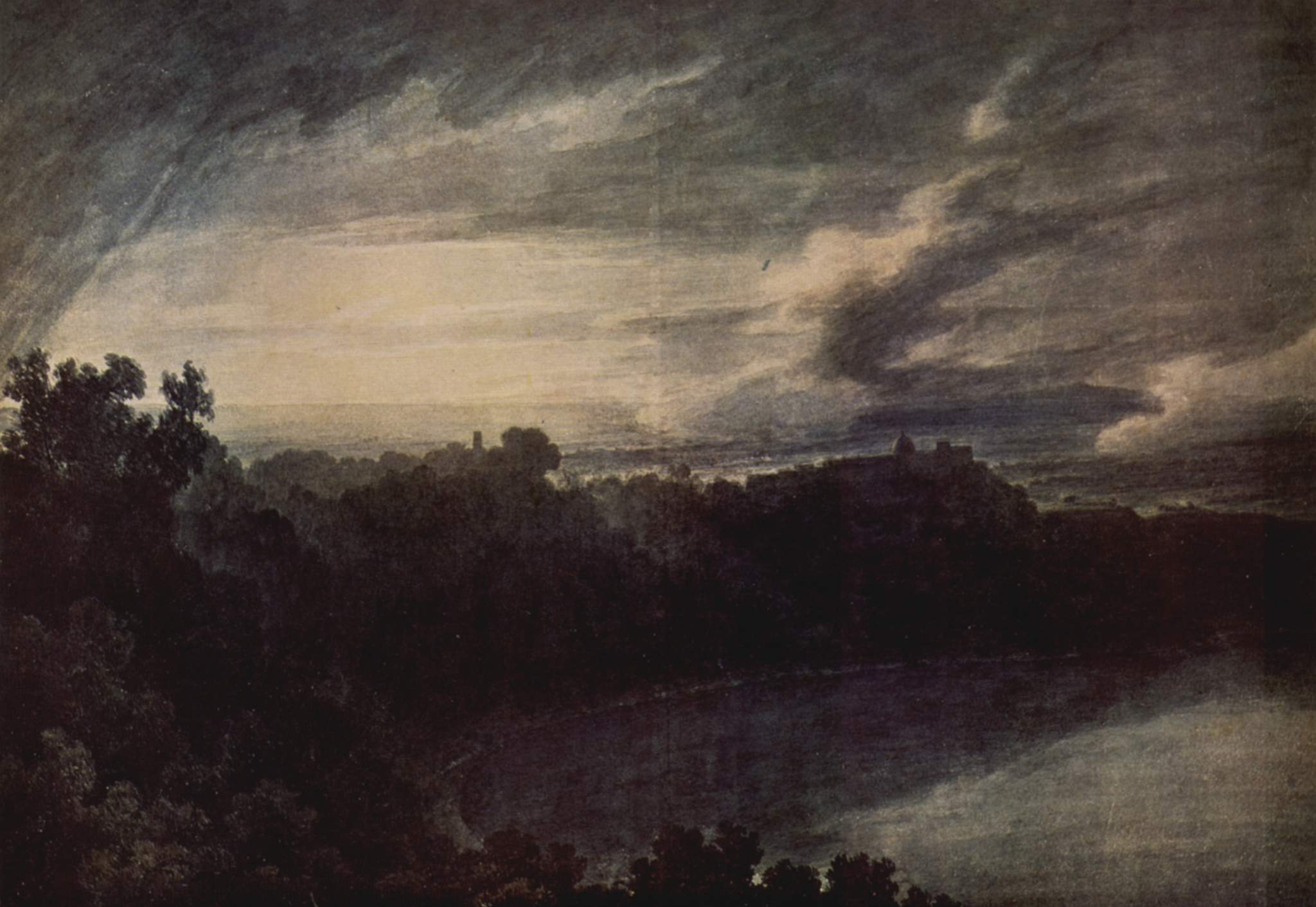
Lago Albano y Castel Gandolfo, c. 1777.

John Robert Cozens fue un diseñador y pintor de acuarelas inglés nacido en 1752 y fallecido el 14 de diciembre de 1797. 

## Vida
Hijo del maestro diseñador y acuarelista ruso Alexander Cozens (c. 1717-1786), John Robert Cozens nació en Londres. Estudió con su padre y comenzó a mostrar sus primeros diseños en la Society of Artists en 1767. En 1776, exhibió una gran pintura al óleo en la Royal Academy en Londres. Entre 1776 y 1779, pasó algún tiempo en Suiza e Italia, donde diseñó escenografía.  
En 1782, hizo su segundo viaje a Italia, en particular a Nápoles.  
En 1789 publicó una serie denominada Delineations of the General Character ... of Forest Trees. Tres años antes de su muerte, enfermó mentalmente, recibiendo ayuda del Dr. Thomas Monro. Murió en Londres. 

## Estilo
Las acuarelas pintadas por Cozens muestran curiosas ilusiones y efectos atmosféricos que muestran una cierta influencia en Thomas Girtin y Joseph Mallord William Turner. Sin embargo, su obra está llena de poesía. En sus paisajes alpinos se percibe una sensación de amplitud, paz y algo de misterio, dejando partes de su obra a la imaginación del espectador. John Constable le llamó "el mayor genio para describir un paisaje”. Además, Cozens nunca abandonó su estilo original, casi rudimentario.

## Obras
- Entrance to the Valley of the Grande Chartreuse
- Lake of Albano and Castel Gandolfo
- Lake Nemi
- Rome from the Villa Madama
- Vesuvius and Somma from the Mole at Naples